# Pyripora catenularia
Pyripora catenularia är en mossdjursart som först beskrevs av Fleming 1828.  Pyripora catenularia ingår i släktet Pyripora och familjen Electridae. Arten har ej påträffats i Sverige. Inga underarter finns listade i Catalogue of Life.